# What a Diff'rence a Day Makes
Ne doit pas être confondu avec What a Diff'rence a Day Makes! : le titre de l'album d'où est issue la chanson.
What a Diff'rence a Day Makes, littéralement en français : Quelle différence fait une journée, est une chanson de 1959 écrite par Stanley Adams et popularisée par la chanteuse américaine Dinah Washington. La version originale est écrite en espagnol par la compositrice mexicaine María Grever, sous le titre Cuando vuelva a tu lado (Lorsque je reviendrai à tes côtés).

## Adaptation
En 1934, la compositrice mexicaine María Grever compose le titre Cuando vuelva a tu lado.
Les paroles anglaises sont écrites par Stanley Adams et interprétées par Harry Roy & his Orchestra. La chanson est publiée à la fin de l'année 1934. Le premier enregistrement le plus réussi, en 1934, est celui de The Dorsey Brothers, avec la voix de Bob Crosby, bien qu'elle ait été enregistrée pour la première fois en anglais par le crooner de Cleveland Jimmy Ague.

## Version de Dinah Washington
La chanteuse Dinah Washington reprend la chanson dans son dixième album What a Diff'rence a Day Makes!, enregistré à New York le 19 février 1959. Cet album devient l'un des plus célèbres de l'histoire de la musique vocale : il  fait passer Dinah Washington du statut de « Reine du Blues à celui de merveille vocale ».
Dinah Washington remporte un Grammy Award en 1959 pour la meilleure performance de Rhythm and blues avec cette chanson. Sa version est également intronisée au Grammy Hall of Fame en 1998 et lui vaut son premier succès pop dans le top 10, atteignant la huitième place du Billboard Hot 100.

### Classements
| Classement (1959)          | Position |
| -------------------------- | -------- |
| US Billboard Hot 100       | 8        |
| US Billboard Hot R&B Sides | 1        |

## Version d'Esther Phillips
En 1975, Esther Phillips enregistre sa propre version de la chanson. Son retour sur le devant de la scène se fait dans un esprit disco. La version d'Esther Phillips atteint la deuxième place du palmarès disco et se classe également bien dans les palmarès soul et Top 100 aux États-Unis. Esther Phillips interprète la chanson lors de la première saison du Saturday Night Live. 

### Classements
| Classement (1975)                   | Peak position |
| ----------------------------------- | ------------- |
| Australie (Kent Music Report)       | 38            |
| US Hot 100                          | 20            |
| US Billboard Hot Soul Singles       | 10            |
| U.S. Billboard Hot Dance Club Songs | 2             |
| U.S. Billboard Easy Listening Chart | 33            |

## Version française
Une version française est enregistrée dès 1935 par la chanteuse Lys Gauty sous le titre Un jour de différence, les paroles sont de Jean Delettre, et la musique est de Michel Emer.
En 2012, la chanteuse canadienne Susie Arioli reprend la chanson sur son album All The way.

## Autres versions
- Andy Russel, un chanteur mexicano-américain, enregistre une version bilingue de la chanson en 1944[12], qui atteint la quinzième place au Billboard Hot 100[13].
- Alfredo Antonini et son orchestre collaborent avec Victoria Cordova et John Serry Sr. pour enregistrer la chanson pour Muzak (en) en 1949[14].
- La version de 1955 de Vaughn Monroe atteint la 60e place dans l'enquête du Music Vendor américain.
- Dean Martin la reprend dans son album Dino Latino (en) en 1962.
- Ben E. King reprend la chanson sur son album Ben E. King Sings for Soulful Lovers (en) en 1962.
- Little Anthony and the Imperials sur leur album Goin' Out Of My Head (1964).
- La version de Bobby Darin figure sur son album Winners, sorti en 1964, bien qu'il l'ait enregistrée en 1960.
- Iris Chacón interprète la version anglaise de la chanson dans un numéro musical du film espagnol de 1977 La mujer es un buen negocio.
- Le groupe australien The Black Sorrows (en) sort une version de la chanson comme premier single en 1984. Elle figure sur leur premier album studio, Sonola (en).
- Une version instrumentale avec la claviériste Clare Fischer au piano et des cordes arrangées par Jorge Calandrelli (en) est enregistrée par Etore Stratta et le Royal Philharmonic Orchestra sur leur album Symphonic Boleros en 1993.
- Jacky Terrasson inclut la chanson dans son album éponyme (en) de 1994.
- Randy Crawford enregistre la chanson sur son album Naked And True de 1995.
- The Temptations reprend la chanson dans l'album  For Lovers Only (en) de 1995.
- Natalie Cole enregistre la chanson sur son album Stardust (en) de 1996, et plus tard en 2013, une version bilingue espagnol/anglais est incluse en tant que piste bonus iTunes de son album Natalie Cole en Español (en).
- Elle est enregistrée par Diana Ross en 1972, mais n'est publiée que trente-quatre ans plus tard, lorsque son album Blue (en) est découvert dans les coffres de la Motown et publié en 2006.
- Barry Manilow enregistre la chanson sur son album de 2006 The Greatest Songs of the Fifties (en).
- En 2007, la chanteuse de R&B/Dance Deborah Cox enregistre la chanson pour son album Destination Moon (en).
- Toujours en 2007, l'ancien batteur du groupe Kiss, Peter Criss, reprend la chanson sur son album One for All (en).
- Deana Martin enregistre What a Difference a Day Made sur son album Volare en 2009.
- China Moses reprend la chanson avec Raphael Lemonnier en 2009 dans leur album This One's for Dinah en 2009.
- La chanson est présente sur l'album de Rod Stewart Fly Me to the Moon... The Great American Songbook - Volume V (2010)
- En 2021, l'artiste et auteur-compositeur SHELLS et le producteur Robin Pearkes (alias PALMR) enregistrent une version anglaise intitulée What a Difference a Day Makes. Elle est commandée pour le National Health Service du Royaume-Uni.
- Lonnie Johnson reprend la chanson sur son album Losing Game.
- Julie Dawn (en) et Roy Marsh and His Swingtette ont sorti une version du titre associée à I am Going to Love That Guy(ce titre réunissant Julie Dawn et Frank Deniz (en) and His Spirits of Rhythm).
- Paul Pata - sa guitare et son quintette, sur l'album Week-End aux Puces, sous la forme instrumentale adapte la chanson sous le titre Tous Les Jours Se Ressemblent.

- Parmi les autres artistes ayant repris la chanson, on peut citer :
  - Sarah Vaughan,
  - Renee Olstead,
  - Aretha Franklin dans l'album de 1964, Unforgettable: A Tribute to Dinah Washington,
  - Eydie Gormé sur l'album de 1964 album Eydie Gormé canta en Español con Los Panchos,
  - Freddy Fender enregistre une version de la chanson, en 1976 sur l'album If You're Ever in Texas (en),
  - Bobby Lewis (en),
  - Cher chante la chanson dans son  spectacle The Cher Show.
  - Luis Miguel dans son album de 1991 Romance,
  - Laura Fygi dans l'album The Latin Touch (2000),
  - Jamie Cullum dans l'album de 2003 Twentysomething,
  - Le groupe brésilien Eldissa dans son album de 2005 What A Difference...,
  - Gloria Estefan dans son album de 2013, The Standards (en).

## Culture populaire
- La chanson, interprétée par Dinah Washington, est utilisée dans la bande originale des films ou streaming suivants :
  - Fallout (série télévisée) (Geneva Robertson-Dworet - 2024)
  - Bodies (mini-série) (Paul Tomalin - 2023)
  - Waves (film, 2019) (Trey Edward Shults)
  - Braquage à l'ancienne (film, Zach Braff - 2017)
  - Niagara Motel (film, Gary Yates - 2005)
  - Nos meilleures années (film) (Marco Tullio Giordana - 2003)
  - Cours, Lola, cours (Tom Tykwer - 1998)
  - Ma femme me tue de Paul Mazursky (1996)
  - Casino, de Martin Scorsese (1995)
  - Les fleurs magiques (en) de Jean-Marc Vallée (1995)
  - Chungking Express de Wong Kar-wai (1994)
  - Corrina, Corrina de Jessie Nelson (1994)

- La chanson, interprétée par Tony Bennett, figure dans le film Un beau jour (1996), avec George Clooney.
- La chanson, interprétée par Esther Phillips, est utilisée à la fin du film The Sunchaser (1996), réalisé par Michael Cimino, avec Woody Harrelson.
- Ethel Merman interprète une partie de la chanson dans une publicité radiophonique pour Mailgram, l'un de ses derniers enregistrements. Elle remplace le mot « jour » par « Mailgram ».